# Lygia Pape
Lygia Pape (Nova Friburgo, 7 d'abril de 1927 – Rio de Janeiro, 3 de maig de 2004) va ser una artista brasilera del segle xx.

## Biografia
Als 26 anys, entra al Grupo Frente, un corrent artístic brasiler que es funda en el Concretisme o Art Concret.
Els anys 1950 són crucials per l'art brasiler que aconsegueix crear-se un espai i una firma artístics en l'escenari internacional. És el cas també de Lygia Pape, que difon el seu estil creatiu i abstractiu, qüestiona el paper de l'artista en la societat i experimenta a través de moltes disciplines: dibuix, escultura, activitats editorials…
El 1959 signa el Manifest Neoconcret juntament amb molts altres artistes reconeguts brasilers. Als anys 1960, comença a treballar amb el cinema i a escriure guions, però sense deixar d'esculpir, fer instal·lacions i redactar poesies concretes. Imparteix classes al Museu d'Art Modern (MAM) de Rio de Janeiro i també és docent a la Universitat Santa Úrsula de Rio. Mentre al primer dona classes sobre la relació entre la forma i el so, a la segona ensenya el disseny arquitectural.
Viu a Nova York el 1980 on promou la llibertat i després, al seu retorn, estudia la combinació de la llum i del moviment en el marc del projecte Tteias als anys 1990.
Considerada un dels artistes brasilers més importants de tots els segles, té una fundació al seu nom, l'Associação Cultural Projeto Lygia Pape (Associació Cultural Projecte Lygia Pape), dirigida per la seva fila Paula Pape.
Lygia Page va morir a Rio de Janeiro el 3 de maig de 2004.
El 2012, la Pinacoteca de l'Estat de São Paula li va dedicar una gran exposició retrospectiva.

## Concretisme, art concret i neoconcretisme
Lygia Pape té una seva visió molt especial del món al seu entorn. La seva obra no pateix de la influença europea del corrent post guerra sinó que innova i fa de l'espectador l'element clau per a la interpretació artística. És a dir, amb Lygia Pape, l'observador pertany a l'obra. Aquesta tendència, més que típica de Lygia Pape, l'és de tota l'avantguarda brasilera i encara més carioca. De fet, s'inscriu en el moviment del Concretisme o Art Concret que s'ha anat desenvolupant des dels seus inics en els anys 1930. Aquesta corrent cultural comença amb la pintura i més endavant defineix la poesia concreta dels anys 1940 i un altre moviment literari molt proper que sorgeix principalment de São Paulo a mitjans dels anys 1950. La ideologia del Concretisme resideix en la representació del món real a través de les formes i les matèries. L'obra de Lygia Pape forma part tant del Concretisme inicial, per tradició, com del neoconcretisme proclamat l'any 1959. Segons el Manifest Neoconcret, "L'expressió neoconcreta indica una presa de posició davant d'una fase de l'art concret llevada a una perillosa exacerbació racionalista". L'artista mostra l'apropament de l'art amb l'àmbit industrial, sense cap mena de connotació lírica o simbòlica. Un exemple molt significatiu d'aquest concepte és el Ballet Neoconcret, basat en una poesia escrita pel Reynaldo Jardim, company de l'escola neocroncretista. L'altre projecte notable de l'artista a la mateixa època són els Livros (1959): Livro da creação, Livro da arquitectura, Livro do tempo (Llibre de la creació, Llibre de l'arquitectura, Llibre del temps). Tots dues obres li permeten organitzar nombroses exposicions i participar en agrupaments artístics a tot el món, com per exemple en el cas del prestigiós Konkrete Kunst en Zurich. Durant gairebé tota la seva carrera artística, Lygia Pape usa colors llisos i formes geomètriques. Encara que siguin processos relacionats amb el Neocroncretisme, a l'obra de la Lygia es fan particularment característics.
El recorregut artístic de Lygia Pape està molt relacionat amb Helio Oiticica i Lygia Clark, dues altres figures emblemàtiques del neoconcretisme.
En el marc de la seva experiència cinematogràfica, Lygia Pape s'ocupa de la programació visual i de la direcció de films. El 1971, realitza O guarda-chuva vermelho (El paraigua vermell), un curtmetratge que tracta de la vida de l'artista brasiler Oswaldo Goeldi. Participa també en la producció de pel·lícules clàssiques del cinema nou brasiler, com per exemple Vidas Secas del director Nelson Pereira Dos Santos, el 1963.